# Ohlungen
Ohlungen ist eine französische Gemeinde mit 1343 Einwohnern (Stand 1. Januar 2021) im Kanton Haguenau im Département Bas-Rhin in der Region Grand Est (bis 2015 Elsass).

## Geografie
Der Ort liegt in der Oberrheinischen Tiefebene fünf Kilometer westlich von Haguenau und 29 Kilometer nördlich von Straßburg.

## Geschichte
Ohlungen war früher ein Reichsdorf. Zum Gemeindegebiet gehört auch der ehemalige Reichsweiler Keffendorf. Im November 1944 vertrieben die deutschen Besatzer im Zweiten Weltkrieg rund 10 % der Dorfbevölkerung.

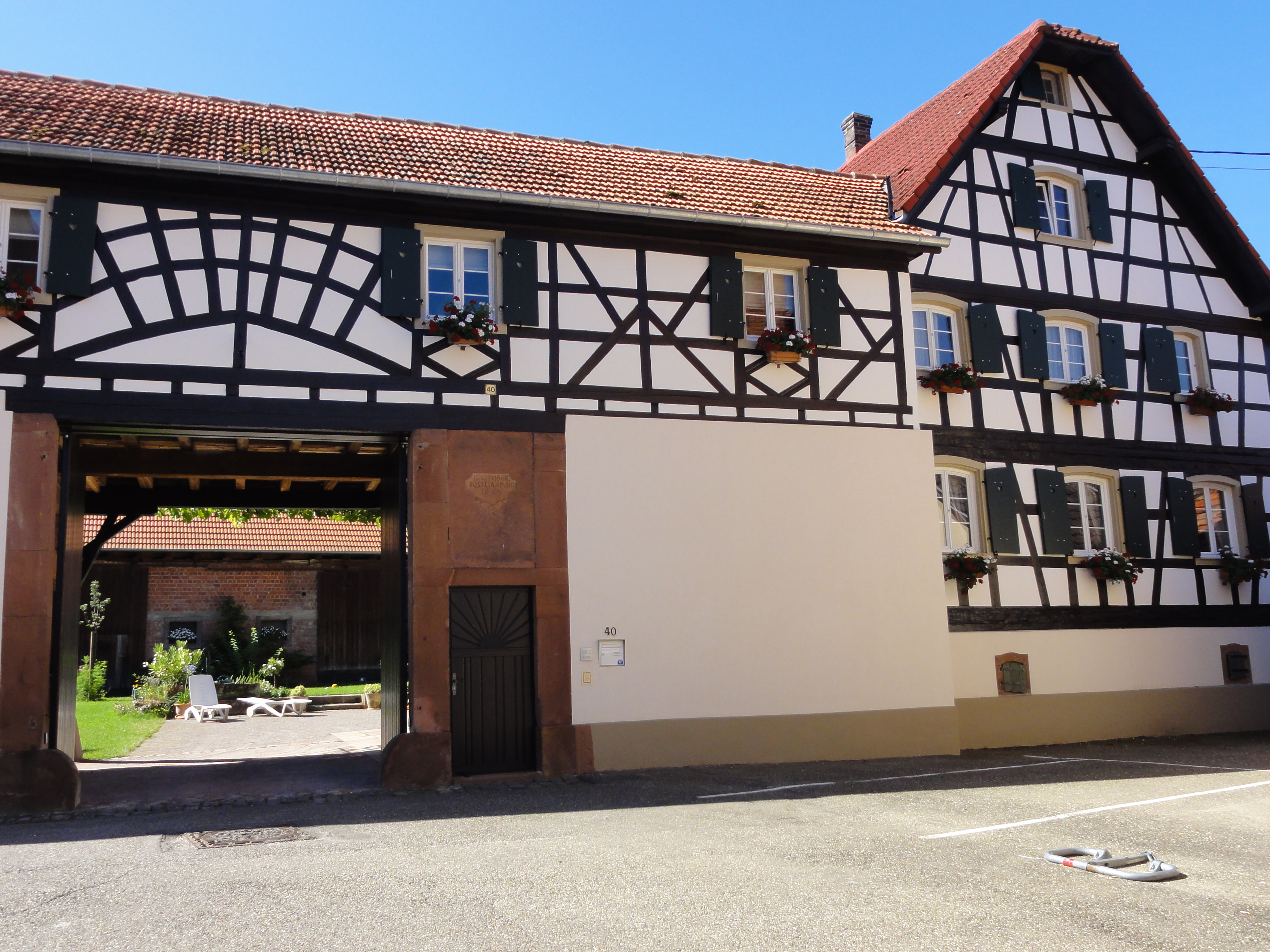
Fachwerkhaus in Ohlungen
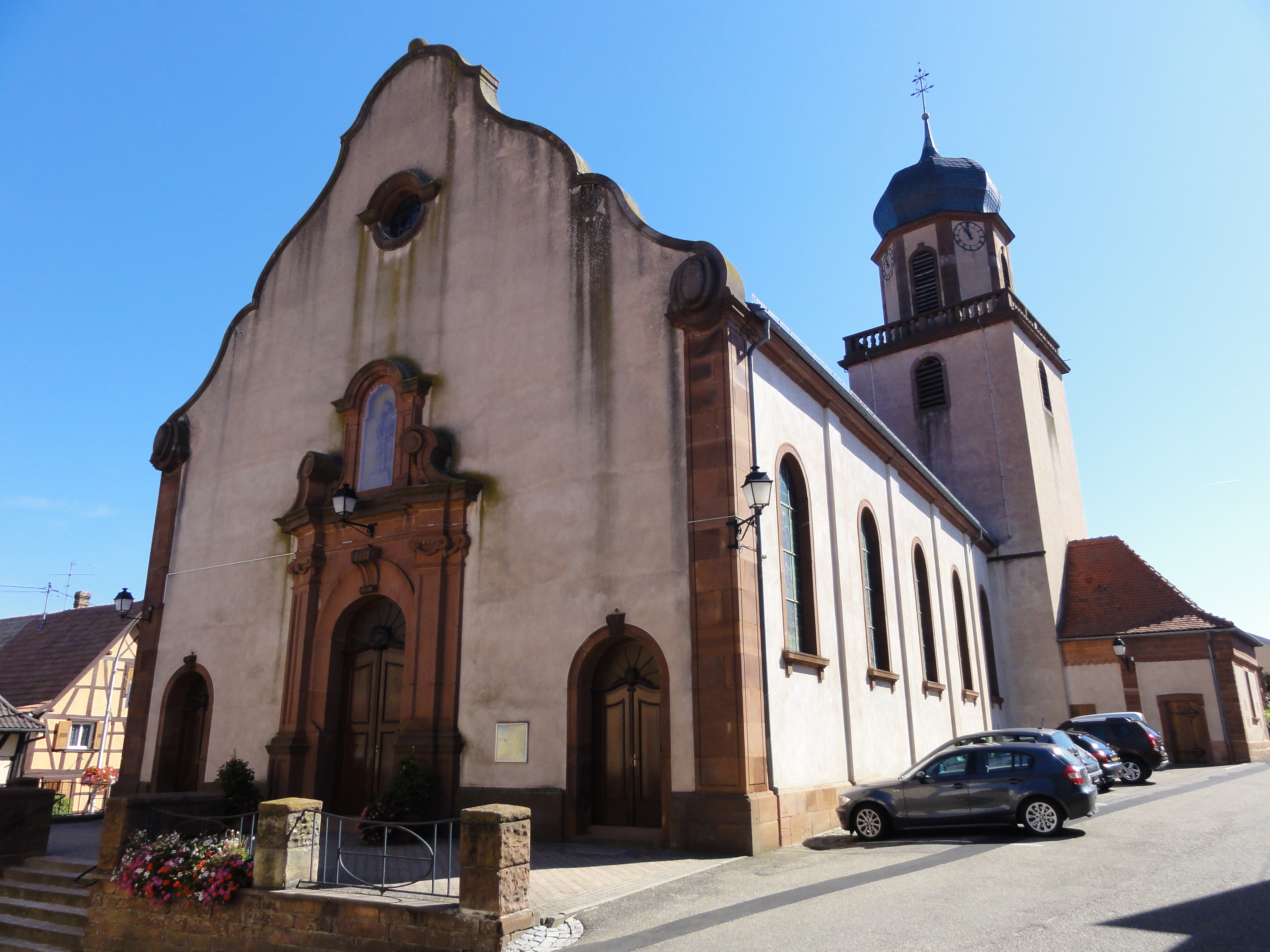
Kirche St. Georg

## Bevölkerungsentwicklung
| 1962 | 1968 | 1975 | 1982 | 1990 | 1999 | 2006 | 2017 |
| ---- | ---- | ---- | ---- | ---- | ---- | ---- | ---- |
| 894  | 919  | 1043 | 1216 | 1177 | 1263 | 1331 | 1308 |

## Persönlichkeiten
- Jean-Marie Sander (* 1949), französischer Bankier